# Ilčo Naumoski
Ilčo Naumoski (Илчо Наумоски) (Prílep (Macedònia del Nord), 29 de juliol del 1983) és un jugador de futbol macedoni que, actualment, juga al SV Mattersburg austríac.
Ha passat la major part de la seva carera futbolística a Àustria, jugant anteriorment amb el Grazer AK, des del 2002 fins al 2004, abans de fitxar pel Mattersburg el 2005. Juga normalment en la posició de davanter.
Ha marcat nou gols amb la selecció de futbol de Macedònia del Nord.